# MIDI Maze
MIDI Maze è un videogioco del tipo sparatutto in prima persona sviluppato dalla canadese Xanth Software F/X per Atari ST, pubblicato nel 1987 dalla californiana Hybrid Arts. Nel 1989 venne realizzata una versione per Atari 8-bit, ma rimase allo stadio di prototipo. Nel 1991 è stata prodotta una conversione per Game Boy dal titolo Faceball 2000, in seguito pubblicato per Super Nintendo Entertainment System, Game Gear e TurboGrafx CD.
Il videogioco per Atari ST è stato realizzato da James Yee in qualità di business manager, Michael Park come grafico ed esperto di calcolo distribuito e George Miller per lo sviluppo dell'intelligenza artificiale. È ricordato principalmente per l'allora innovativa modalità di combattimento deathmatch, attraverso una rete realizzabile tramite le porte MIDI. Fino a 16 Atari ST possono essere collegati tramite cavi con connessione a margherita (un'unica linea entra ed esce da ciascun computer). Il gioco è ambientato in un labirinto e i personaggi sono degli smiley.